# Cuore dello Zecchino d'Oro

Il logo dell'Antoniano usato fino al 2012 richiama il simbolo del fiore

Il Cuore dello Zecchino d'Oro (fino al 2012 Fiore della solidarietà) è una raccolta di fondi destinati alla beneficenza, organizzata dall'Antoniano annualmente dal 1991 in occasione dello Zecchino d'Oro e delle trasmissioni ad esso collegate. Attraverso questi fondi viene finanziato ogni anno un progetto di solidarietà in un diverso paese.
Il motto è "Il Cuore dello Zecchino d'Oro batte per ...", "Mettici un pezzo anche tu!"

Il motto del Fiore della solidarietà era "Aiutateci ad aiutare"

## Modalità di raccolta dei fondi
Inizialmente la raccolta era possibile solo mediante versamento su un conto corrente dedicato. Nel corso delle trasmissioni veniva annunciato il progetto attraverso un filmato che mostrava immagini della zona alla quale erano destinati i fondi e si invitavano i telespettatori a effettuare versamenti, anche di piccola entità, su questo conto del quale si fornivano le coordinate.
A partire dal 2004, per il 47º Zecchino d'Oro, la raccolta fondi è stata associata al televoto, introdotto quell'anno. I telespettatori hanno la possibilità di votare la loro canzone preferita (inizialmente il voto dei telespettatori si andava a sommare a quello della giuria mentre dal 2007 è stato introdotto il Telezecchino, premio speciale per la canzone più votata dal pubblico) chiamando un numero a costo fisso. L'operatore poi devolve l'intero costo della telefonata. Con l'eliminazione del televoto ogni anno sono attivati numeri solidali per le donazioni. Pur non eliminando la possibilità di effettuare donazioni bancarie, questa modalità è diventata la principale e l'unica annunciata durante le trasmissioni.

## I "fiori sbocciati"
Il denaro raccolto viene utilizzato per finanziare progetti in genere di enti o associazioni esterni all'Antoniano. Di solito il progetto consiste nella costruzione di strutture indispensabili nel paese dove si opera, come scuole, case di accoglienza o ospedali.
Ogni anno, in occasione dello Zecchino d'Oro, vengono mostrati i risultati della raccolta fondi dell'anno precedente. Questo ha la funzione di dimostrare il reale utilizzo del denaro raccolto, mantenendo così la fiducia di chi ha contribuito. Di norma vengono mostrate delle immagini filmate che ritraggono la realizzazione del progetto, la costruzione e, se questa è terminata, l'inaugurazione delle eventuali strutture. I progetti portati a termine vengono indicati dall'Antoniano come "fiori sbocciati".

### Elenco dei fiori della solidarietà
- 1991 - 34º Zecchino d'Oro: costruzione di tre scuole elementari e vaccinazione (vaccino polivalente) di 50.000 bambini a Shelabunia e Khulna, Bangladesh. Raccolte 1.138.000.000 lire, divise tra UNICEF e la missione di Khulna[1]
- 1992 - 35º Zecchino d'Oro: costruzione di un centro d'accoglienza con presidio medico a Slavonski Brod, Croazia. La costruzione è stata affidata al locale convento francescano. Il centro è stato chiamato "Zlatni Cekin" (Zecchino d'Oro)[2]
- 1993 - 36º Zecchino d'Oro: costruzione di una casa d'accoglienza per meninos de rua (bambini di strada) a Niterói e di un villaggio agricolo con scuola agricola a Inoa-Maricá, Brasile. Il progetto viene affidato all'associazione Sao Martinho, che completa i lavori il 28 ottobre 1994[3]
- 1994 - 37º Zecchino d'Oro: ricostruzione di 350 case del villaggio di Kiwumu e della zona circostante e ricostruzione della scuola professionale "Notre Dame de Muordes" Byimana, Ruanda. La ricostruzione dei villaggi, affidata alla Caritas diocesana di Kabgayi, permise agli abitanti di tornare dai campi profughi in Uganda. Nell'imminenza dello Zecchino d'Oro, quando il progetto era già partito, si verificò la disastrosa alluvione del Piemonte. Fu pertanto deciso di destinare una parte dei fondi per i soccorsi alle popolazioni alluvionate[4]
- 1995 - 38º Zecchino d'Oro: costruzione di un ospedale pediatrico a Makoua, Congo. L'opera fu compiuta dai locali missionari. A causa della guerra civile nel vicino Gabon, dal quale si importava il cemento, i lavori vennero terminati con molto ritardo. L'ospedale, inaugurato il 1º novembre 1996, fu dedicato a Mariele Ventre, prematuramente scomparsa l'anno precedente[5]
- 1996 - 39º Zecchino d'Oro: costruzione di una casa d'accoglienza per bambini senza famiglia a Santa Cruz de la Sierra, Bolivia. La casa, chiamata Casa de la sonrisa de Mariele (Casa del sorriso di Mariele) in ricordo di Mariele Ventre, è gestita dalle "Missionarie della Dottrina Cristiana"[6]
- 1997 - 40º Zecchino d'Oro: costruzione di un centro per la comunità di Belfiore (PG), costruzione di una scuola materna (intitolata a Mariele Ventre) a Foligno (PG), ristrutturazione della "Casa della gioventù di San Domenico" a Spoleto (PG) e ristrutturazione e ripristino della scuola materna di Fiuminata (MC). Gli interventi si erano resi indispensabili in seguito al catastrofico terremoto di Umbria e Marche di quell'anno[7]
- 1998 - 41º Zecchino d'Oro: costruzione di un centro d'accoglienza a Cantogrande (Lima), Perù e costruzione di una scuola primaria a Sissano, Papua Nuova Guinea. I lavori in Perù vengono curati dalla "Fundacion Anna D'Ambrosio D'Episcopo" e il centro d'accoglienza viene intitolato a Mariele Ventre. In Papua Nuova Guinea la costruzione della scuola "Mariele Ventre Primary School" contribuì alla fondazione di un nuovo villaggio da parte degli abitanti del villaggio di Barupu, distrutto da un maremoto[8]
- 1999 - 42º Zecchino d'Oro: costruzione di una casa di cura per malattie infantili a Ngezi, Zimbabwe, e di tre reparti per la cura dell'AIDS pediatrico in tre regioni dello Zimbabwe. Le strutture prendono il nome di "Mariele house of joy" (casa del sorriso di Mariele)[9]
- 2000 - 43º Zecchino d'Oro: costruzione di una casa famiglia per bambini senza famiglia a Brăila, Romania. La struttura prende il nome di "Zimbetul casei de Mariele" (casa del sorriso di Mariele) ed è affidata alle "Clarisse Francescane Missionarie del SS.mo Sacramento - Provincia Immacolata Concezione di Italia-Spagna-Romania"[10]
- 2001 - 44º Zecchino d'Oro: costruzione di un centro nutrizionale a Pemba e di un centro per la prevenzione della trasmissione matermo infantile del virus HIV a Beira, Mozambico. Il progetto viene affidato alla Comunità di Sant'Egidio, che, nell'ambito di un più vasto progetto di cura e prevenzione dell'AIDS e della malnutrizione, ha realizzato un centro educativo-nutrizionale e un centro con un moderno laboratorio di analisi destinato in particolare alle donne sieropositive in gravidanza, per poter evitare il contagio dei figli[11]
- 2002 - 45º Zecchino d'Oro: costruzione di quattro edifici scolastici a Poipet, Cambogia. La costruzione avviene in collaborazione con l'UNICEF. A pochi giorni dall'inizio dello Zecchino d'Oro si verificò il terremoto del Molise, per cui, a progetto già avviato, si decise di dedicare parte dei fondi alla costruzione di una struttura ricreativa per bambini a Morrone del Sannio (CB)[12]
- 2003 - 46º Zecchino d'Oro: costruzione di una scuola materna a Betlemme, Palestina. La scuola, intitolata a Mariele Ventre e frequentata da cristiani e musulmani, viene affidata alla Custodia di Terra Santa[13]
- 2004 - 47º Zecchino d'Oro: opere destinate alla condizione degli anziani in Italia. Il progetto è stato condotto in collaborazione con l'Associazione Italiana Calciatori, e i calciatori della Serie A hanno prestato la loro immagine per la campagna di sensibilizzazione e informazione. Al termine della campagna sono stati realizzati diciassette progetti selezionati da un comitato scientifico presieduto da Rita Levi Montalcini, fra cui progetti di automazione per anziani, l'acquisto di medicinali, carrozzelle, automobili e pulmini, strutture per la riabilitazione ma anche l'istituzione di un'università popolare con programmi di musicoterapica e fisioterapia e pet therapy, e una linea di ascolto per anziani, telesoccorso ed assistenza domiciliare[14]
- 2005 - 48º Zecchino d'Oro: realizzazione di un centro per l'infanzia abbandonata a Grand-Bassam, Costa d'Avorio. Realizzato in collaborazione con l'associazione "Cooperazione Internazionale Sud", il centro comprende una casa famiglia e un dispensario-ambulatorio[15]
- 2006 - 49º Zecchino d'Oro: realizzazione di un centro nutrizionale e pediatrico per l'infanzia disagiata di Zabelê, Brasile. Il centro fornisce, oltre all'assistenza alimentare e sanitaria per i bambini, assistenza medica e psicologica per le donne in gravidanza[16]
- 2007 - 50º Zecchino d'Oro: un programma integrato di azioni formative, sanitarie e di microcredito nel Distretto dei 24 Pargana Sud, India. Il progetto ha portato alla realizzazione di due scuole, l'acquisto di una boat-ambulance per il trasporto dei malati nelle zone paludose, all'avviamento di programmi di educazione all'igiene e di prevenzione della malnutrizione per i bambini e alla realizzazione di programmi di microcredito secondo il modello della Grameen Bank[17]
- 2008 - 51º Zecchino d'Oro: realizzazione di una scuola speciale per bambini non udenti nel villaggio di Kakuyuni (distretto di Malindi), Kenya. La struttura, realizzata dall'associazione "CISP-Sviluppo dei Popoli", rappresenta la prima del suo tipo in questo paese[18]
- 2009 - 52º Zecchino d'Oro: costruzione di una scuola materna a Huaycàn (Provincia di Lima), Perù. La struttura è destinata a cinquecento bambini fra i tre e i cinque anni[19]
- 2010 - 53º Zecchino d'Oro: realizzazione di un centro di accoglienza per bambini senza casa a Port-au-Prince, Haiti. Il progetto, resosi necessario dopo il sisma che ha colpito la regione nel 2010, si chiama "Un sorriso per Haiti" ed è curato dalla locale comunità francescana[20].
- 2011 - 54º Zecchino d'Oro: realizzazione di un centro d'accoglienza per senzatetto nella città di Bologna. L'iniziativa è patrocinata dal Segretariato Sociale della RAI.
- 2012, 2013- 55º Zecchino d'Oro, 56º Zecchino d'Oro: realizzazione di 20 case d'accoglienza per favorire l'accesso alla terapia antiretrovirale delle madri e donne incinte sieropositive in Mozambico, allo scopo di ridurre la trasmissione del virus HIV dalle madri ai figli. Nel 2012 sono state realizzate le prime 9 case. L'iniziativa è patrocinata dal Segretariato Sociale della RAI.
- 2014, 2015 - 57º Zecchino d'Oro, 58º Zecchino d'Oro: sostegno al servizio mensa dell'Antoniano, che celebra i 60 anni di attività, col coinvolgimento si alcune mense del mondo francescano, per supportarle nell'erogazione quotidiana di pasti. L'obiettivo è quello di garantire da gennaio a dicembre 2015 circa 70.000 pasti e avviare percorsi di inserimento sociale, sanitario e lavorativo.